# Кандијски рат
Кандијски рат (грч. Κρητικός Πόλεμος, трајао 1645. — 1669) је представљао оружани сукоб између Млетачке републике и њених савезника Витезова Хоспиталаца, Папске државе и Француске са једне и Османског царства и Берберских земаља (територије у северној Африци под влашћу Османлија) са друге стране, а са циљем остваривања војно-политичке превласти над медитеранским острвом Крит (Кандија). Двадесетчетворогодишњи сукоб су чиниле бројне поморске битке на Егејском мору и копнене операције у Далмацији.
Иако је у првим годинама ратовања већи део Крита био покорен од стране Турака, тврђава Кандија (данас Ираклион), главни град острва, успешно је одолевала турским нападима. Током опсаде Кандије главни циљ обеју страна је било успешно снабдевања властитих трупа храном и оружјем. Штавише, Млечани су на све могуће начине морали да онемогуће снабдевање турских трупа на острву. Исход рата је одлучен у серији поморских битака. Млеци су имали подршку разних западноевропских држава (уз наговор папе и зарад оживљавања крсташког духа) у виду људства, бојних бродова и војне опреме, а све са циљем „одбране хришћанских традиција“. Иако су Млеци били знатно супериорнији на мору у односу на турску флоту, њихови бројни покушаји за потпуну блокаду Дарданела су имали само делимичан успех, јер Република није имала довољно бродова да би потпуно затворила мореуз и спречила даља појачања турских снага на острву. Са друге стране Турцима су велике проблеме правили и сукоби на северу, у Трансилванији против Хабзбурга.
Дуготрајан рат је умногоме ослабио привреду Републике која је у знатној мери профитирала од уносне трговине са Османским царством. Са друге стране, привреда Османске Империје није почивала искључиво на трговачким пословима, а у самом сукобу османлије су успеле да ојачају своју власт на острву превасходно захваљујући снажном вођству великих везира из Копрулске династије, а што је резултовало великом офанзивом 1666. године против Млечана. Офанзива која је трајала пуне две године сматра се најкрвавијим и најбруталнијим делом овог рата, а завршена је мировним преговорима према којима је цело острво и град Ираклион дошао под турску власт. Према том мировном уговору Венеција је сачувала неколико мањих острва изван Крита, и добила неколико територија у Далмацији. Незадовољство Млечана исходом овог рата довело је до новог сукоба (Морејски рат) непуних 15 година касније, сукоба из ког Венеција излази као победник иако острво Крит остаје под контролом Турака све до првог Балканског рата 1912. и коначног уједињења Грчке.

## Позадина
Након османског освајања Кипра током петог Турско-млетачког рата (1570—1573) једина преостала млетачка колонија у том делу Медитерана била је острво Крит (или Кандија). Острво које има веома важан стратешки положај на поморском путу ка Египту и западном Медитерану било је веома примамљиво не само Млечанима, него и Османлијама.
За Млетачку републику чија привреда је почивала искључиво на трговини Крит је била тачка од „животног значаја“, због чега су Млечани често били присиљени на разне уступке Османлијама, а све са циљем избегавања новог рата (и евентуалног губитка острва). Отварање нове трговачке поморске руте у Северном Атлантику и губитак политичког утицаја у немачким земљама као последица Тридесетогодишњег рата почетком 17. века негативно се одразио на моћ Републике. Кризу су додатно продубљивали и бројни сукоби на северу Италије али и велика епидемија куге која је у периоду 1629–1631. харала Европом.
Међусобни односи између Републике и Империје почивали су на „стакленим ногама“, а бројне мање кризе и инциденти наговештавали су нови сукоб далеко већих размера. Венецијанска флота је 7. августа 1638. напала и уништила флоту турских пирата која је била стационирана у тада турској луци Валони, узгред пљачкајући и бомбардујући и сам град. Реакција Османлија на напад је била очекивано жестока, а тадашњи султан Мурат је чак претио одмаздом према Млечанима и заустављањем свих трговачких активности између Империје и Републике. Нови сукоб је избегнут захваљујући чињеници да је Венеција као одштету султану платила 250.000 златника, али и постојању већ отвореног конфликта Порте са Персијом (Османско–персијски рат (1623—1639)).
До новог инцидента дошло је 28. септембра 1644. када су малтешки витезови напали групу исламских ходочасника која се од Цариграда кретала ка Александрији и даље ка Меки. Заробљено је 350 мушкараца и 30 жена који су пребачени на јужну обалу Крита где је требало да буду продати као робље. Порта је искористила инцидент као повод за рат са Млетачком републиком коју је оптужила за саучесништво у нападу. Венеција је на све могуће начине покушавала да избегне сукоб са Портом, али безуспешно. По налогу Султана из Дарданела је 30. априла 1645. ка Пелопонезу и луци Наварино испловила флота од 416 бродова и 50.000 војника на челу са Капудан-пашом.

## Османска инвазија на Крит и почетак рата
Турска флота се искрцала на Крит 23. јуна 1645. изненадивши тако Млечане који су очекивали да ће Порта извршити инвазију на Малту у знак освете за инцидент који је претходио сукобу, а у који су били умешани витезови Малтешког реда. Иако је Крит представљао доста утврђено острво, већина утврђења је била у јако лошем стању, а како је Венеција била првенствено трговачка сила и војно присуство Републике на острву је било минимално (иако је годину дана раније на острво стационирано око 2.500 млетачких војника, а рачунало се и на помоћ Рима и Тоскане). Критски провидур у време почетка рата био је Андреја Корнеро. Занимљиво је и да локално грчко становништво није подржавало Млетачку републику током сукоба, што ће имати велики утицај на доцнији исход рата.
Османлије су прво напале положаје на неких 25 км западно од града Ханије, одакле су се упутили ка маленом утврђењу на острву Санто Тодеро. Заповедник утврђења истријан Блазио Зулијан видевши да не постоји могућност да сачува утврђење, а не желећи да падне у руке Османлија минирао је и „дигао у ваздух“ цело острво. Потом је османлијска војска кренула ка граду Ханији који је и освојен 22. августа након 56 дана ратних дејстава. У међувремену Млечанима је стигло обећано појачање од стране Папске државе, Тоскане, Малтешких витезова и из Напуља. Неочекивано појачање противника негативно се одразило на морал османлијских јединица, али уједињена хришћанска флота којом је командовао папин синовац Никола Лудовици није искористила пометњу у турској војси, штавише њихов покушај да поврате Ханију са мора (флота је бројала око 90 бродова) је осујећен. Убрзо након тога хришћани су се вратили у своје базе, а заповедник османлијских снага Силахдар Јусуф-паша се повукао у Цариград (где је касније погубљен због издаје).
И једни и други су затишје током зиме искористили да ојачају своје позиције, како на војном, тако и на политичком плану. Венеција је безуспешно покушавала да приволи што већи број европских хришћанских држава на савезништво, а све под маскама „новог крсташког похода“. Финансијски проблеми у Венецији су због обустављања трговине на источном Медитерану достигли критичне размере. Венецијански Сенат је за новог главнокомандујућег поставио осамдесетогодишњег венецијанског дужда Франческа Ериза. Након његове смрти, 3. јануара 1646. на место главнокомандујућег дошао је Ђовани Капело.
Капело се већ на почетку своје војне каријере показао као веома неуспешан војсковођа. Није успео да спречи долазак за Османлије стратешки важног појачања под водством Кара Муса-паше, неуспехом су окончани и напади на османлијску флотилу у Ханијском заливу у августу и покушај деблокаде Ретимна (Османлије су освојиле град 20. октобра, а само утврђење 13. новембра). Нешто раније, средином јуна месеца бројчано мала јединица османске армије под вођством Гази Хусеин-паше успела је на истоку острва да савлада бројчано јаче венецијанске плаћенике и заузме целу источну фасаду острва (изузев тврђаве Ситија). Већ на самом почетку рата, хришћани су претрпели велике губитке, и процењује се да је до 1648. године око 40% критског становништва страдало због епидемија (у то време харала је епидемија куге) и ратних дешавања. (Процењује се да је до краја рата број становника Крита пао са 260.000 на свега 80.000.)

### Опсада Кандије
Већ до средине 1648. готово цео Крит је био у рукама Османлија (изузев града Кандије и неколико јаких утврђења, попут острва Грамвуса). Захваљујући свом идеалном положају у централном делу северне обале Крита, Кандија је била тачка од стратешког значаја за обе стране. Османлије су опседале град од маја 1648. до 1669. и била је то друга најдужа опсада у људској историји после маварске опсаде Сеуте под Мулајем Исмаилом (1694—1727).
Турске трупе нису успевале да заузму град што због великих проблема у снабдевању залихама своје војске на острву услед поморске блокаде на Егеју, али и због појачаних нестабилности у Истанбулу и сукоба тадашњег султана Ибрахима са водећим државним званичницима. Султана Ибрахима на крају је наследио његов син Мехмеда IV.
Главнокомандујући османских снага на острву генерал Гази Хусеин-паша је због свих тих проблема био присиљен да на кратко, почетком 1649. прекине опсаду града. Нови турски обруч око града успостављен је током јуна након успешног доласка турске флотиле на острво. Бројни турски покушаји да освоје град након поновног успостављања блокаде су били без успеха, а шансе да се нешто промени о том питању су знатно смањене након повлачења одреда од око 1.500 јањичара током 1650. године. Једина опција је била одржавање што чвршће и трајније блокаде града. Османлије су појачали положаје изградњом три утврђења на подручју Кана, а долазак нових појачања крајем 1650. им је омогућио и да одрже чврсту блокаду. Упркос млетачкој блокади Дарданела и политичким превирањима на османском двору, османске снаге су биле довољно снабдеване да могу да се одрже, иако су биле сувише слабе да се упусте у офанзивне акције против саме Кандије. Османлије су 1653. успеле да освоје тврђаву на острву Селино у заливу Суда, док је тврђава Санто Тодеро, освојена неколико година раније била поново утврђена. Иако су венецијански поморски успеси у наредних неколико година негативно утицали на офанзивне способности османске војске на Криту, опсада Кандије је ипак настављена, а Турци су успели да у свом поседу задрже и друге освојене области на острву. Такво стање се задржало све до 1666. и до доласка нових османских војничких јединица.

### Поморски рат

#### Рани сукоби 1645—1654.
Млечани су схватили да су инфериорни на копну, зато су се одлучили за поморски рат, у ком су били супериорни, и уживали помоћ хришћанског запада, којег су уверили да се ради „одбрани хришћанства“. Њихова намера била је једноставна, блокирати Османлије да не могу достављати резерве на Крит. Због тог су упутили ескадру од 23 брода под командом Томаса Моросинија да спречи пролаз турским бродовима кроз Дарданеле. Он је успео зауставити флоту капудан паше Кара Мусе од 80 бродова 26. маја 1646., али следећи османски конвој је захваљујући ветру прошао кроз блокаду 4. јуна и снабдевање османских трупа у Кандији се наставила. Велики губитак за Венецију била је смрт Томаса Моросинија, који је погинуо 27. јануара 1647. кад се његов брод нашао пред целом османском ескадром од 45 галија. Моросини се храбро супротставио - и нанео велике губитке османским бродовима (сам капудан паша Кара Муса је погинуо). Упркос бројним победама у поморским биткама те године, Венецијанци нису успели спречити Османлије у достави резерви и људства на Крит.
Млечани су се вратили у Дарданеле 1648. са неких 65 бродова, и поновно покушали увести блокаду, коју су релативно успешно и спровели целу ту годину, поред свих невоља (у олуји им је страдао адмирал Гримани у марту)
Због тог су се Османлије окренуле новој тактици, доставу на Кандију су пребацили у луке у Малој Азији, нови командант млетачке флоте Рива, морао је раздвојити своје снаге - које нису биле довољне да држе тако велику линију. Тако је нови османски капудан паша Воинок Ахмед пробио блокаду код Дарданела 1649. Упркос понеком успеху, као што је била битка код Фокеје 2. маја 1649. у којој је Рива победио османску ескадрилу и потопио им неколико бродова, он није био у стању спречити османску морнарицу да доплови до Крита. Млечани су упркос томе наставили блокаду Дарданела и кроз 1650, са 41 брода, Османлије су причекали зиму, кад се млетачка флота повлачила због невремена на сидриштима, и тад сигурно у више наврата мањим бродовима освежили своје снаге на Криту.
Једини значајни догађај на мору била је битка код Наксоса 10. јула 1651. у којој је Алвисе Моцениго са 58 бродова победио скоро двапут бројнију османску ескадру која се морала повући на Родос. Следеће две године на мору се није збивало ништа значајније, Османлије су чувале своје бродове, али су ипак некако снабдевали своје снаге на Криту.

#### Битка за Дарданеле 1654—1657.
Османлије су 1654 успеле значајно обновити своју флоту бродовима изграђеним у Триполитанији и Тунису, па су почетком маја упутили флоту од 79 бродова (40 једрењака, 33 галија и 6 галеона), којима се прикључило 22 галије из целог Егеја и 14 бродова берберских султаната које су значајно ојачале њихове снаге код Дарданела. Тиме је њихова флота бродова имала 26 више од млетачке која је држала блокаду па су је напали 16. маја 1654. и натерали је на повлачење. Млечани су се храбро држали за време битке, и нанели су велику штету османском бродовима, али ипак након тога Егеј више није био под потпуном млетачком контролом. Османски бродови су напали острво Тинос али су се након сукоба са млетачким адмиралом Алвисом Моченигом 21. јуна 1654. године.
Нови млетачки адмирал Франческо Морозини који је наследио Алвиса Моченига, показао је више енергичности, и у пролеће 1655, разорио је османско складиште на Егини и порушио луку Волос у ноћном нападу 23. марта. Почетком јуна Морозинијева флота допловила је до Дарданела, чекајући испловљавање османске флоте које је одложено због политичких превирања на Високој порти. Због тога је Морозини отпловио на Кикладе, остављајући свог заменика Лазара Моченига са половином флоте (36 брода) да пази над теснацом. Након месец дана појавила се флота од 143 брода под командом Кара Мустафа-паше. У поморској бици која је уследила 21. јуна 1655. Венецијанска флота је однела убедљиву победу. Резултат битке је био да Османлије до краја године нису предузели никакве значајније поморске акције, остављајући Морозинија да предузме неуспешну опсаду тврђаве Малвасије (Монемвасија) која се налази у југоисточном делу Пелопонеза. У септембру је Морозини постављен за провидура Крита, а на његово место постављен је Лоренцо Марчело.
Млечани су наставили са блокадом Дарданела, и углавном су контролисали горњи Егеј, али су Османлије ипак успевале достављати залихе на Криту из Александрије, Родоса, Хиоса или са Пелопонеза.

### Затишје 1658—1666.
Након тог су Млечани поново покушали да спроведу блокаду Дарданела, и извршили су већи број изненадних напада по целом Егеју на османске тврђаве, али нису имали снаге да их трајно запоседну. Тиме нису ништа конкретно постигли. С друге стране, Османлије су 1658. биле окупиране ратом на северу са Хабзбуршком монархијом, тако да нису предузимали веће акције. Материјално исцрпљени Млечани били су вољни да склопе мир, са затеченим стањем (већина Крита била је у османским рукама) али је то Висока Порта одбила.
Склапање Пиринејског мира између Француске и Шпаније 7. новембра 1659, ишло је у прилог Венецији, јер је могла да очекује већу помоћ западних савезника.
Та подршка је заиста дошла од појединаца и владара из целе Европе. Многи су дошли да се као добровољци боре се за Млетачку републику, с друге стране, бројни хришћански владари пружили су Млечанима помоћ у људству, роби и бродовима. Први француски контингент од 4.200 војника под командом кнеза Алмерига д'Есте дошао је на Крит у априлу 1660. са контингентом немачких плаћеника и војника из Савоје. Млетачком бродовљу придружили су се малтешки, тоскански и француски бродови. Упркос значајно повећаним снагама, провидур Крита Морозини није бог зна шта постигао, прва акција био му је неуспешни поморски десант на Канију у августу 1666. године. Након тога покушао је да разбије обруч око Кандије, али је упркос почетним успесима османски обруч око града остао неокрњен. Француски контингент се повукао након смрти њиховог вође принца Алмерига д'Есте на Наксосу. Након тога Венецијанци су сменили деморалисаног Франческа Морозинија, и на његово место поставили његова рођака Ђорђа Морозинија. Он је забележио мање поморске успехе (разбио је блокаду Тиноса и победио османску флоту у водама острва Милоса) али се на Криту ништа није променило. Млечани нису искористили прилику тих година кад су Османлије биле фокусиране на рат на северу.

### Завршетак рата 1666—1669.
Велика прекретница збила се у августу 1664, тад је Османско царство склопило мир са Хабсбуршком монархијом, потписивањем Вашварског мира, тако да су се ослободили брига на северу и пуном снагом посветили се сукобу с Венецијом.
Велики везир Ахмед Ћуприлић покренуо је у зиму 1665/66 велике ратне припреме, опремљено је 9.000 војника, који су у мају 1666. су пребачени на Пелопонез, а током зиме 1666/67 на Крит. У фебруару 1667. су и Млечани добили значајна појачања из Француске и Савоје, укупно 21 ратних бродова и око 6000 људи, али, као и протеклих година, међу савезницима је владала велика збрка око командовања. У мају је Крит је стигао посљедњи османски контингент војника и са њима Велики везир Ахмед Ћуприлић да особно командује операцијама опсаде Кандије која је одолевала већ 19 година.
Завршне операције заузимања Кандије трајале су 28 месеци, укупно је погинуло око 70.000 Турака, 38.000 становника Крита и робова који су радили на опсади и 29.088 хришћанских бранитеља Кандије.
Одбрана Кандије на крају је постала немогућа, град је претрпео тешка разарања сталним бомбардовањем и минирањем зидина које су вршили поткопавачи, тако да су зидине Кандије уништене на пуно места, а град постао неодбрањив, из њега је избегао већи део становника. Последњи браниоци су се предали 5. августа 1669, а њима је дозвољен одлазак са оружјем за Венецију.

### Рат у Далмацији
Рат у Далмацији био је у сенци већег сукоба на Криту. Овде су услови за Османлије били пуно неповољнији од оних на Криту. Далмација је била сувише далеко и за њих релативно безначајна. За Венецијанце је ствар била потпуно обрнута; то им је било близу, а на Јадрану су имали неоспорну контролу и могућност да лако појачају своја упоришта на обали. Осим тога имали су и велику подршку локалног становништва, посебно Морлака из далматинског залеђа. Немирно и незадовољно хришћанско становништво под турском влашћу послужило је као бедем у одбрани млетачких поседа. Команду одбране Далмације добио је Леонардо Фосколо са титулом изванредног провидура и генералног заповедника војске. Млетачка одбрана је била комбинација малих, али вештих и искусних формација плаћеника које подржава сјајна морнарица и ратнички расположено локално становништво. Формација страдиота је углавном регрутована као лака коњица, а неретко су је чинили плаћеници из целе Европе. Другу формацију су представљали церниди. Њу су углавном чинили сељаци који су обучавани за војну службу када не би било пољопривредних радова. Углавном су служили као помоћна војска или као посада у тврђавама. Млетачка војска се током рата стално осипала па су Млечани почели да је попуњавају хајдуцима и ускоцима, пребезима из Османског царства. Територија Млетачке републике била је у Далмацији у оно време ограничена само на острва и неколико утврђених градова: Котор, Задар, Сплит, Шибеник, Новиград са узаним појасом у њиховом залеђу. Турци су уочи рата контролисали залеђе млетачких поседа као и део јадранске обале:Карин, Макарска, Улцињ, Херцег Нови. у залеђу су главна упоришта су им била Клишки и Лички санџак.
Османлије су покренуле офанзиву великих размера из Босне и Лике 1646, и у прво време успели направити значајне добитке, укључујући заузимања Скрадина и што је најважније дотад неосвојиве тврђаве Новиград, која се предала 4. јула, након само два дана бомбардовања. Османлије су сада били у позицији да угрозе две највеће млетачке тврђаве у Далмацији; Задар и Сплит. Идуће године, окренула се ратна срећа, тад је венецијански командант Леонардо Фосколо заузео неколико османских утврђења, преотео Новиград и привремено заузео утврђења Книн и Клис. Османлијама с друге стране вишемесечна опсада Шибеника у августу и септембру није донела ништа. Током зиме 1648. ускоци под вођством Вука Мандушића уз помоћ млетачке морнарице наставили су војевање по турској крајини. Ускоци су запалили Вакуф, Стрмицу, Плавно, а код Дрниша су поразили и босанског пашу. До марта је освојен и Клис што је био највећи млетачки војни успех до тада за шта је Фосколо од дужда добио титулу „добротвора отаџбине“. Године 1654. написан је први морлачки статут који је требало да уведе извесна правила код морлака. Статут је писан ћирилицом и први је ускочки правни акт.
Током неколико наредних година, војне операције у Далмацији су смањене, с једне стране због избијања куге која је стигла у Босну 1647. из Цариграда у коме је умрло 100.000 људи, а током 1650. се раширила дуж целог Јадрана. Са друге стране зараћене стране су фокусирале своје снаге на Егеј. Мир који су обе стране склопиле 1669. донео је Млетачкој републици значајне територијалне добитке у Далмацији, тако да се њена територија се утростручила, па је на тај начин осигурала контролу над Јадраном.

## Потписивање примирја
Мировни уговор између Венеције и Високе Порте потписан је две године након пада Кандије - 1671. Млетачка република трајно је изгубила Крит, своју најстарију, највећу и најпросперитетнију колонију, уз коју је успела задржати само изолована утврђена острва Грамвоуса, Соуда и Спиналонга и два острва у Егејском мору (Тинос и Китеру), где су млетачки бродови могли наћи склониште на свом путу на исток. С друге стране у Далмацији је као нека компензација за то млетачки посед утростручен.